# Anatol Komar
Anatol Komar (biał. Анатоль Комар; ur. 1902 w Mińsku, zm. ?) – białoruski polityk narodowy, naukowiec, działacz białoruskiej emigracji.

## Życiorys
W czasach Białoruskiej SRR był docentem w Mińskim Instytucie Politechnicznym. Po wejściu wojsk niemieckich do Mińska w lipcu 1941 podjął pracę w lokalnej administracji białoruskiej. Po zabójstwie Wacława Iwanowskiego w grudniu 1943 objął urząd burmistrza Mińska, który sprawował do lipca 1944. Po II wojnie światowej przebywał na emigracji w RFN, gdzie współpracował ze wschodnioeuropejskimi ruchami antykomunistycznymi – był m.in. członkiem Komitetu Wyzwolenia Narodów Rosji.